# Uromyces scutellatus
Uromyces scutellatus är en svampart som först beskrevs av Franz von Paula Schrank, och fick sitt nu gällande namn av Joseph-Henri Léveillé 1847. Uromyces scutellatus ingår i släktet Uromyces och familjen Pucciniaceae.   Inga underarter finns listade i Catalogue of Life.